# Subvention territoriale
 (janvier 2019).
La subvention territoriale est un impôt unique et payable en argent, devant remplacer l'ensemble des impôts royaux. Le principe en fut établi d'abord par Turgot qui voulait le remplacement de la corvée par une contribution en argent et la création d’un impôt unique qui se substituerait à toutes les taxes, la subvention territoriale, pesant sur les propriétaires, imposé à tous les Français. Le contrôleur général Calonne veut le faire adopter en février 1787 à l'Assemblée des notables qu'il a réunie, mais sans succès : l'assemblée se libère de sa responsabilité en se considérant comme inapte à décider la levée d'un nouvel impôt, seule une assemblée élue et représentative pouvant l'accorder. C'est l'objectif de la réunion des États généraux de 1789.